# Gran Premio de España de Motociclismo de 1983
El Gran Premio de España de Motociclismo de 1983 fue la quinta prueba de la temporada 1983 del Campeonato Mundial de Motociclismo. El Gran Premio se disputó el 22 de mayo de 1983 en el Circuito del Jarama.

## Resultados 500cc
El estadounidense Freddie Spencer ada un paso hacia el título con una victoria trabajada por la resistencia que puso su máximo rival este añoː el también estadounidense Kenny Roberts.
| Pos.     | Piloto              | Equipo | Tiempo     | Pts. |
| -------- | ------------------- | ------ | ---------- | ---- |
| 1        | Freddie Spencer     | Honda  | 56:17.460  | 15   |
| 2        | Kenny Roberts       | Yamaha | +0.550     | 12   |
| 3        | Takazumi Katayama   | Honda  | +32.450    | 10   |
| 4        | Randy Mamola        | Suzuki | +1:05.200  | 8    |
| 5        | Franco Uncini       | Suzuki | +1:15.620  | 6    |
| 6        | Eddie Lawson        | Yamaha | +1:17.480  | 5    |
| 7        | Marc Fontan         | Yamaha | +1 Vuelta  | 4    |
| 8        | Jack Middelburg     | Honda  | +1 Vuelta  | 3    |
| 9        | Sergio Pellandini   | Suzuki | +1 Vuelta  | 2    |
| 10       | Keith Huewen        | Suzuki | +1 Vuelta  | 1    |
| 11       | Boet van Dulmen     | Suzuki | +1 Vuelta  |      |
| 12       | Giovanni Pelletier  | Honda  | +1 Vuelta  |      |
| 13       | Didier de Radiguès  | Honda  | +1 Vuelta  |      |
| 14       | Gustav Reiner       | Suzuki | +1 Vuelta  |      |
| 15       | Steve Parrish       | Yamaha | +1 Vuelta  |      |
| 16       | Fabio Biliotti      | Honda  | +1 Vuelta  |      |
| 17       | Philippe Coulon     | Suzuki | +1 Vuelta  |      |
| 18       | Chris Guy           | Suzuki | +2 Vueltas |      |
| 19       | Corrado Tuzii       | Honda  | +2 Vueltas |      |
| 20       | Francisco Rico      | Suzuki | +2 Vueltas |      |
| 21       | Carlos Morante      | Yamaha | +2 Vueltas |      |
| 22       | Alfons Amerschläger | Suzuki | +3 Vueltas |      |
| 23       | José Parra          | Suzuki | +5 Vueltas |      |
| Ret      | Andreas Hofmann     | Suzuki | Ret        |      |
| Ret      | Raymond Roche       | Honda  | Ret        |      |
| Ret      | Wolfgang von Muralt | Suzuki | Ret        |      |
| Ret      | Ron Haslam          | Honda  | Ret        |      |
| Ret      | Marco Grino         | Suzuki | Ret        |      |
| Ret      | Marco Greco         | Suzuki | Ret        |      |
| Ret      | Marco Lucchinelli   | Honda  | Ret        |      |
| DNS      | Leandro Becheroni   | Suzuki | DNS        |      |
| Sources: |                     |        |            |      |

## Resultados 250cc
Única victoria de su carrera del piloto francés Hervé Guilleux, que se impuso con total comodidad después de que su rival en esta carrera, el belga Didier de Radiguès, tuvo que abandonar. Su compatriota Christian Sarron y el alemán Martin Wimmer completaron el podio. En la general, el venezolano Carlos Lavado, que fue sexto en este Gran Premio, sigue liderando la competición.
| Pos. | Piloto                 | Moto              | Tiempo    | Pts. |
| ---- | ---------------------- | ----------------- | --------- | ---- |
| 1    | Hervé Guilleux         | Kawasaki          | 48:58.970 | 15   |
| 2    | Christian Sarron       | Yamaha            | +5.020    | 12   |
| 3    | Martin Wimmer          | Yamaha            | +5.590    | 10   |
| 4    | Sito Pons              | Kobas-Rotax       | +5.910    | 8    |
| 5    | Thierry Espié          | Chevallier-Yamaha | +11.530   | 6    |
| 6    | Jean-François Baldé    | Chevallier-Yamaha | +12.120   | 5    |
| 7    | Carlos Lavado          | Yamaha            | +12.790   | 4    |
| 8    | Donnie Robinson        | Yamaha            | +13.760   | 3    |
| 9    | Carlos Cardús          | Kobas-Rotax       | +20.690   | 2    |
| 10   | Ivan Palazzese         | Yamaha            | +20.770   | 1    |
| 11   | Jean-Louis Tournadre   | Yamaha            | +26.970   |      |
| 12   | Roland Freymond        | Armstrong-Rotax   | +50.320   |      |
| 13   | Guy Bertin             | MBA               | +50.600   |      |
| 14   | Massimo Matteoni       | Yamaha            | +52.430   |      |
| 15   | Reinhold Roth          | Fath-Yamaha       | +55.070   |      |
| 16   | Michel Siméon          | Yamaha            | +56.230   |      |
| 17   | Luis Miguel Reyes      | Kobas-Rotax       | +1:03.290 |      |
| 18   | Jacques Bolle          | Yamaha            | +1:13.810 |      |
| 19   | Domingo Gil            | Yamaha            | +1:19.890 |      |
| 20   | Bernard Fau            | Yamaha            | +1:30.270 |      |
| 21   | Manfred Herweh         | Real-Rotax        | +1 Vuelta |      |
| 22   | Jean-Michel Mattioli   | Yamaha            | +1 Vuelta |      |
| 23   | Alan North             | Yamaha            | +1 Vuelta |      |
| 24   | Toni García            | Yamaha            | +1 Vuelta |      |
| Ret  | Didier de Radiguès     | Chevallier        | Ret       |      |
| Ret  | Bruno Lüscher          | Yamaha            | Ret       |      |
| Ret  | Alan Carter            | Yamaha            | Ret       |      |
| Ret  | Jean-Louis Guignabodet | Rotax             | Ret       |      |
| Ret  | Thierry Rapicault      | Yamaha            | Ret       |      |
| Ret  | Graham Young           | Waddon            | Ret       |      |
| Ret  | Mar Schouten           | MBA               | Ret       |      |
| Ret  | Christian Estrosi      | Pernod            | Ret       |      |
| Ret  | Ángel Nieto            | Yamaha            | Ret       |      |
| Ret  | Donnie McLeod          | Yamaha            | Ret       |      |
| Ret  | Gabriel Grabia         | Yamaha            | Ret       |      |
| Ret  | Patrick Fernández      | Bartol            | Ret       |      |

## Resultados 125cc
El español Ángel Nieto se adjudicó la tercera carrera de la temporada del octavo de litro. El piloto de Garelli tuvo una dura pugna con su compañero de equipo Eugenio Lazzarini y el también Pier Paolo Bianchi, que entraron en el mismo segundo que el español.
| Pos. | Piloto                 | Moto      | Tiempo     | Pts. |
| ---- | ---------------------- | --------- | ---------- | ---- |
| 1    | Ángel Nieto            | Garelli   | 46:42.950  | 15   |
| 2    | Eugenio Lazzarini      | Garelli   | +0.260     | 12   |
| 3    | Pier Paolo Bianchi     | Sanvenero | +0.450     | 10   |
| 4    | Maurizio Vitali        | MBA       | +14.460    | 8    |
| 5    | Bruno Kneubühler       | MBA       | +25.220    | 6    |
| 6    | Hans Müller            | Seel-MBA  | +28.980    | 5    |
| 7    | Stefano Caracchi       | MBA       | +36.180    | 4    |
| 8    | Willy Pérez            | MBA       | +40.310    | 3    |
| 9    | Henk van Kessel        | MBA       | +48.210    | 2    |
| 10   | Ricardo Tormo          | MBA       | +1:04.670  | 1    |
| 11   | Jean-Claude Selini     | MBA       | +1:04.840  |      |
| 12   | Giuseppe Ascareggi     | MBA       | +1:10.340  |      |
| 13   | Hugo Vignetti          | MBA       | +1:33.270  |      |
| 14   | Esa Kytölä             | MBA       | +1 Vuelta  |      |
| 15   | Anton Straver          | MBA       | +1 Vuelta  |      |
| 16   | Antonio Boronat        | MBA       | +1 Vuelta  |      |
| 17   | Jacky Hutteau          | MBA       | +1 Vuelta  |      |
| 18   | Paul Bordes            | MBA       | +1 Vuelta  |      |
| 19   | Per-Edvard Carlsson    | MBA       | +2 Vueltas |      |
| 20   | Ángel del Pozo         | MBA       | +2 Vueltas |      |
| 21   | Erich Klein            | MBA       | +2 Vueltas |      |
| 22   | Chris Baert            | MBA       | +2 Vueltas |      |
| 23   | Thomas Møller-Pedersen | MBA       | +2 Vueltas |      |
| Ret  | Libero Piccirillo      | MBA       | Ret        |      |
| Ret  | Johnny Wickström       | MBA       | Ret        |      |
| Ret  | Pierluigi Aldrovandi   | MBA       | Ret        |      |
| Ret  | Stefan Dörflinger      | MBA       | Ret        |      |
| Ret  | Andrés Sánchez         | MBA       | Ret        |      |
| Ret  | Bady Hassaine          | MBA       | Ret        |      |
| Ret  | Iván Troisi            | MBA       | Ret        |      |
| Ret  | Rolf Rüttimann         | MBA       | Ret        |      |
| Ret  | Hans Spaan             | MBA       | Ret        |      |
| Ret  | Tony Smith             | MBA       | Ret        |      |
| Ret  | Chris Leah             | MBA       | Ret        |      |

## Resultados 50cc
En la categoría menor cilindrada, el esperado duelo entre el italiano Eugenio Lazzarini y el suizo Stefan Dörflinger al final no se produjo y el transalpino fue muy superior en la pista. El español Jorge Martínez Aspar completó el podio.
| Pos. | Piloto                | Moto         | Tiempo     | Pts. |
| ---- | --------------------- | ------------ | ---------- | ---- |
| 1    | Eugenio Lazzarini     | Garelli      | 34:51.300  | 15   |
| 2    | Stefan Dörflinger     | Krauser      | +19.350    | 12   |
| 3    | Jorge Martínez Aspar  | Bultaco      | +27.800    | 10   |
| 4    | Claudio Lusuardi      | Moto Villa   | +27.890    | 8    |
| 5    | Gerhard Bauer         | Ziegler      | +29.130    | 6    |
| 6    | George Looijesteijn   | Kreidler     | +29.340    | 5    |
| 7    | Hans Spaan            | Kreidler     | +37.980    | 4    |
| 8    | Daniel Mateos         | Kreidler     | +1:07.990  | 3    |
| 9    | Hagen Klein           | RFT-Kreidler | +1:19.860  | 2    |
| 10   | Rainer Kunz           | FKN-Kreidler | +1:41.170  | 1    |
| 11   | Paul Rimmelzwaan      | Roton        | +1:56.350  |      |
| 12   | Yves Le Toumelin      | TYL          | +1 Vuelta  |      |
| 13   | Paul Bordes           | Moto 2L      | +1 Vuelta  |      |
| 14   | Joaquim Galí          | Bultaco      | +1 Vuelta  |      |
| 15   | Ramón Gali            | Bultaco      | +1 Vuelta  |      |
| 16   | Ian McConnachie       | Rudge        | +2 Vueltas |      |
| 17   | Henrique Sande        | Moda         | +2 Vueltas |      |
| 18   | Chris Baert           | Kreidler     | +2 Vueltas |      |
| 19   | Jean-François Verdier | Derbi        | +2 Vueltas |      |
| Ret  | Theo Timmer           | Casal        | Ret        |      |
| Ret  | Gerhard Singer        | Kreidler     | Ret        |      |
| Ret  | Massimo de Lorenzi    | Minarelli    | Ret        |      |
| Ret  | Paolo Priori          | Paolucci     | Ret        |      |
| Ret  | Stefan Danielsson     | Kreidler     | Ret        |      |
| Ret  | Thomas Engl           | Engl         | Ret        |      |
| Ret  | Reiner Koster         | Kroto        | Ret        |      |